# Forte da Canada do Castelo
O Forte da Canada do Castelo localiza-se na freguesia de Água de Pau, concelho da Lagoa, na costa sul da ilha de São Miguel, nos Açores.
Em posição dominante sobre este trecho do litoral, constituiu-se em uma fortificação destinada à defesa deste ancoradouro contra os ataques de piratas e corsários, outrora frequentes nesta região do oceano Atlântico.

## História
Estrutura inédita em termos de historiografia das fortificações no arquipélago, foi identificada em campo pelo pesquisador Sérgio Resendes, que informa não existirem quaisquer documentos que o refiram. Trata-se da fortificação erguida na cota mais elevada na ilha, dele subsistindo apenas ruínas.

## Características
Em posição dominante sobre o porto da Caloura, apresenta planta semicircular, de pequenas dimensões, e em seus muros rasgam-se cinco canhoneiras. Apresenta ainda os vestígios de uma guarita num dos vértices.